# Tapeheads
Pour plus de détails, voir Fiche technique et Distribution.
Tapeheads est une comédie américaine réalisée par Bill Fishman, sortie en 1988.

## Synopsis
Deux vigiles rêveurs sont renvoyés de leur emploi et se lancent dans le métier de réalisateur de clips.

## Fiche technique
Sauf indication contraire, les informations mentionnées dans cette section peuvent être confirmées par la base de données cinématographiques IMDb,  présente dans la section « Liens externes ».
- Titre original et français : Tapeheads
- Titre alternatif : L'As du clip
- Réalisation : Bill Fishman
- Scénario : Bill Fishman, Peter McCarthy, Jim Herzfeld et Ryan Rowe
- Photographie : Bojan Bazelli
- Montage : Mondo Jenkins
- Musique : Fishbone
- Production : Peter McCarthy et Michael Nesmith
- Sociétés de production : Front Films, NBC Productions et Pacific Arts Video
- Société de distribution : Avenue Pictures Productions
- Pays d'origine :  États-Unis
- Langue originale : anglais
- Format : couleur - 35 mm - 1,85:1 - son stéréo
- Genre : comédie
- Durée : 93 minutes
- Dates de sortie[1] : 
  - États-Unis : 21 octobre 1988
  - France : 11 juillet 1990
- Public : pour tous

## Distribution
- John Cusack (VF : Michel Mella) : Ivan Alexeev
- Tim Robbins (VF : Jean-Philippe Puymartin) : Josh Tager
- Mary Crosby (VF : Laure Sabardin) : Samantha Gregory
- Clu Gulager (VF : Pierre Hatet) : Norman Mart
- Katy Boyer (VF : Virginie Ledieu) : Belinda Mart
- Jessica Walter : Kay Mart
- Sam Moore (VF : Jean-Michel Farcy) : Billy Diamond
- Junior Walker (VF : Patrick Messe) : Lester Diamond
- Susan Tyrrell : Nikki Morton
- Doug McClure : Sid Tager
- Don Cornelius (VF : Benoît Allemane) : Mo Fuzz
- Milton Selzer (VF : Georges Aubert) : Merlin Hinkle